# 孫鄘
孫鄘（1463年—？），字翰之，直隸鳳陽府定遠縣人，民籍，明朝政治人物。

## 生平
成化二十二年（1486年）丙午科應天府鄉試第二十九名舉人。弘治三年（1490年）中式庚戌科會試第四十二名，三甲第七十六名進士。授直隶任丘县知县。

## 家族
曾祖孫愷；祖父孫傑；父孫紀，母馬氏；繼母梅氏。具庆下。